# Gråkråka
Gråkråka (Corvus corone cornix) är en fågel i familjen kråkfåglar. Den och svartkråka har tidvis behandlats som egna arter. Sedan juni 2025 kategoriserar dock BirdLife Sverige dem dock som en och samma art, kråka (Corvus corone).

## Utseende och fältkännetecken

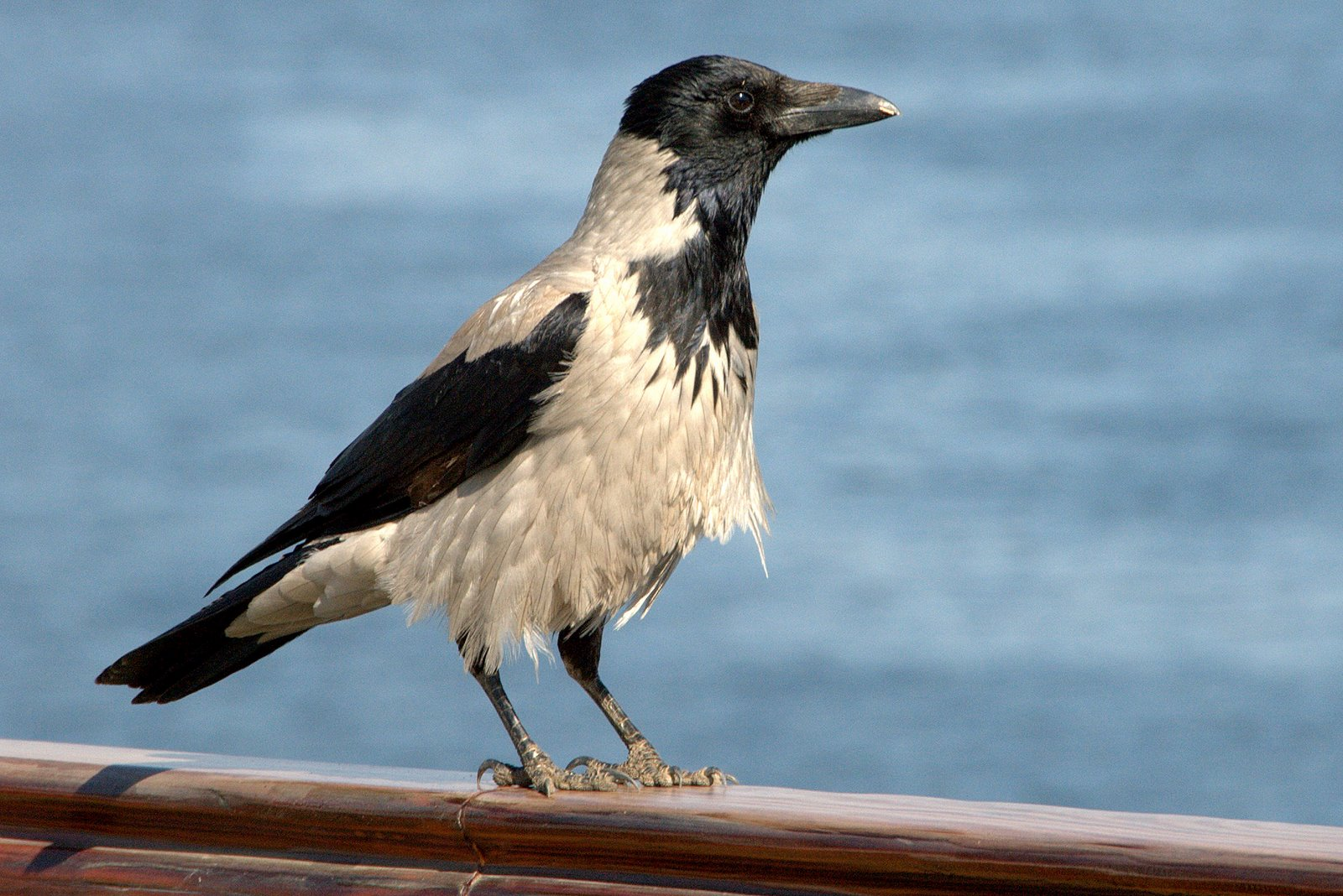
I profil.

Gråkråkan mäter 48–52 centimeter, har ett vingspann på 84–100 centimeter och väger i genomsnitt 510 gram. Hanen är något större än honan men annars ser de båda könen lika ut. Huvudet, hakan, övre delen av bröstet, vingpennorna, en del av vingtäckarna (handtäckare och större armtäckare) och stjärten är hos den vuxna fågeln svarta. I övrigt är fjäderdräkten askgrå. Den har svart näbb och ben, och iris är mörkbrun.
Precis som hos andra kråkfåglar genomgår den bara en ruggning om året, vilken infaller på hösten. Gråkråkan har en vaggande gång och flyger kraftfullt och långsamt, oftast ganska rakt. När den kläcks är den mörk och juvenilen har en mörkare fjäderdräkt än vuxna fåglar, iris är blå- till gråaktiga och initialt har den röd "mungipa".

## Systematik och utbredning
Tidvis har gråkråkan och svartkråkan (Corvus corone corone) kategoriserats som egna arter. Svenska BirdLife Sverige behandlade dem traditionellt som en och samma art på grund av omfattande hybridisering. Båda tongivande världslistorna IOC och eBird/Clements övergick dock till att urskilja dem som olika arter. 2024 gjorde BirdLife Sveriges taxonomikommitté en omvärdering, dels för att anpassa sig till världslistorna, dels baserat på studier som visade att hybrinzonen är smal och plastisk hybridzon, att hybriderna har begränsad fitness samt förekomsten av ekologiska skillnader och lätesskillnader.
I juni 2025 lanserades den nya världslistan AviList, vars syfte är att förena de dominerande världslistorna till en. Där slås gråkråka och svartkråka ihop till en art igen i väntan på tydligare forskningsresultat. I dagsläget visar studier att det finns omfattande introgression av mitokondrie-DNA dem emellan, men även med halsbandskråka (Corvus torquatus). Det saknas också korrelation mellan skillnader i genom och dräkt. Vidare visar studier att olika gener liker bakom den helsvarta färgen hos de geografiskt vitt skilda populationerna av svartkråka. Eftersom BirdLife Sverige valt att ansluta sig till AviList i samband med dess lansering kategoriseras därför gråkråka och svartkråka återigen som samma art, kråka (C. corone).
Gråkråkan förekommer från norra Europa till Jenisej, Ukraina, Korsika och södra Italien. I delar av Centraleuropa överlappar dess utbredning den hos svartkråka. Den norra häckningspopulationen är flyttfåglar medan sydligare populationer är stannfåglar. I områden där den vanligtvis är stannfågel kan den vid sträng köld genomföra lokala förflyttningar. Gråkråkan är vanlig i Sverige och häckar över hela landet.

## Ekologi

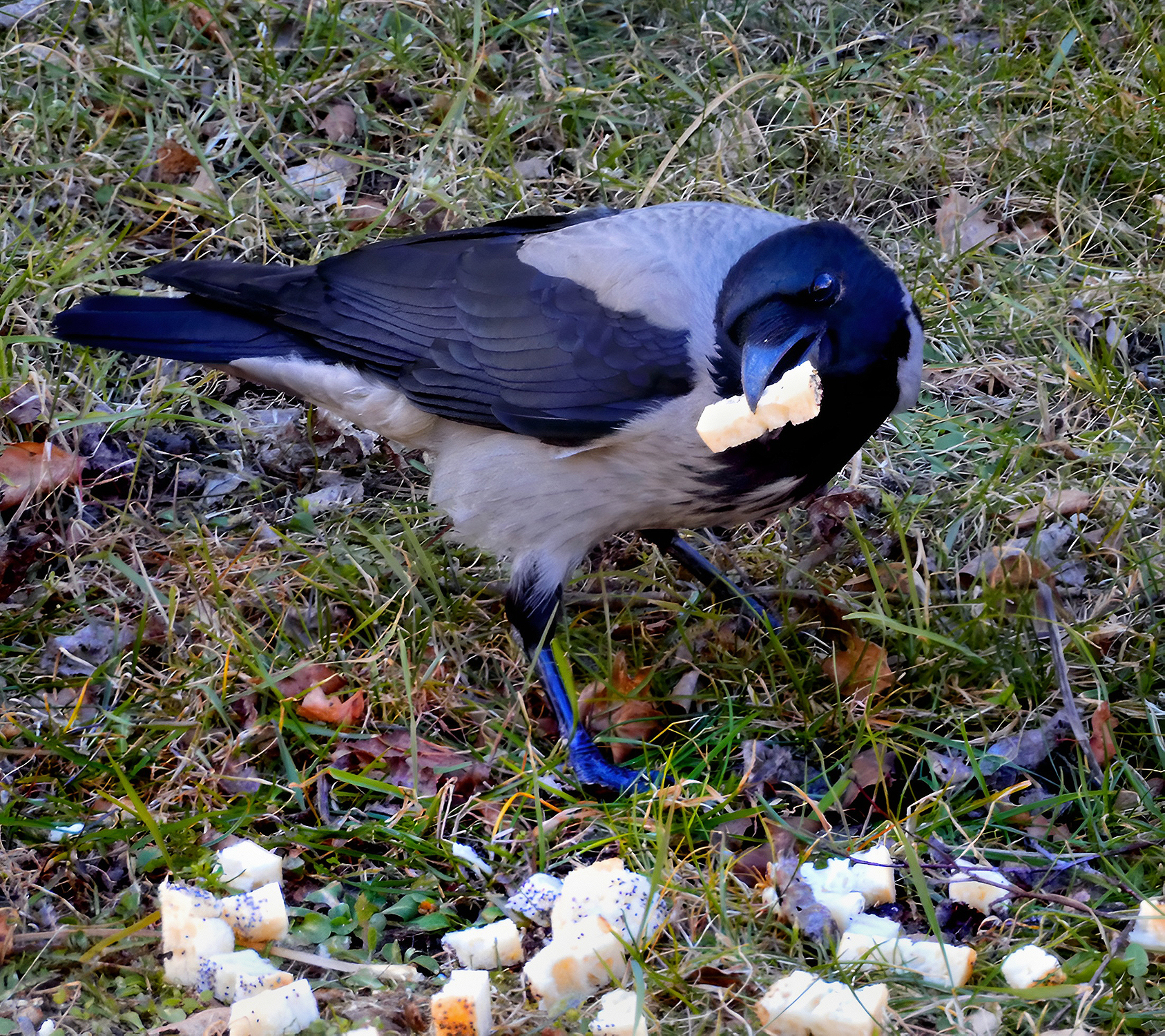
Gråkråkan är en typisk allätare.

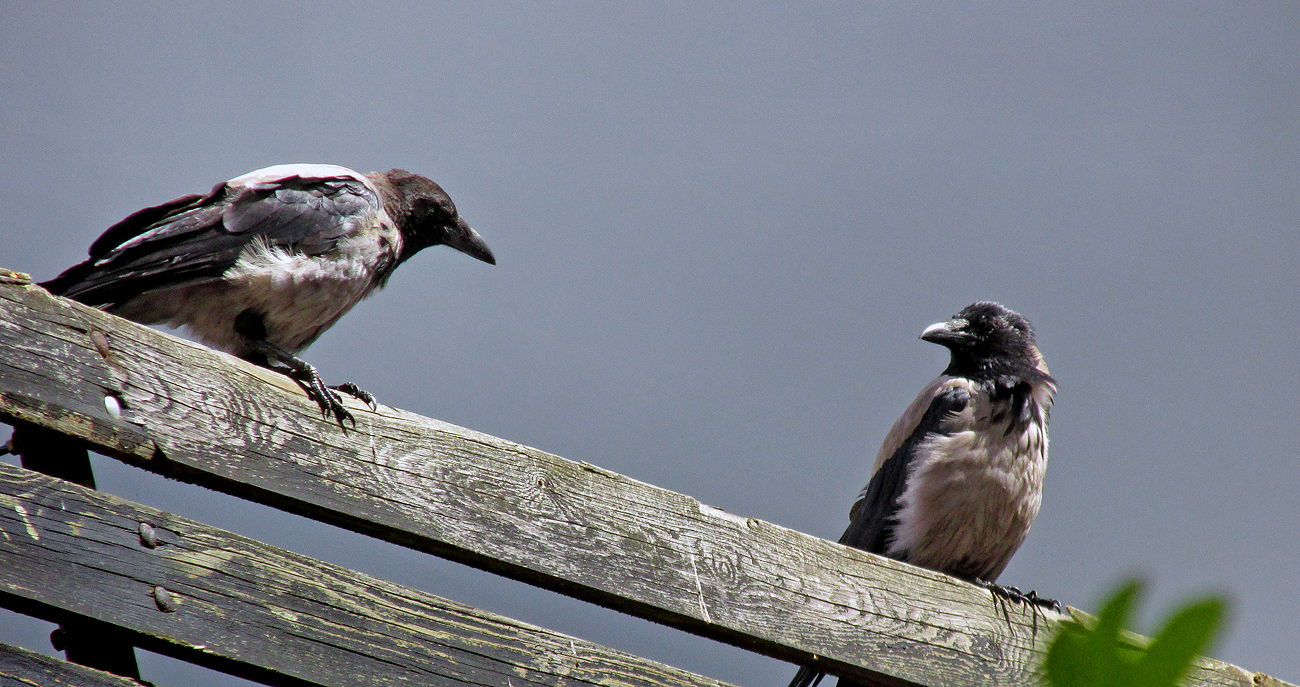
Två unga gråkråkor.

Kråkfåglar har i likhet med papegojor veckad hjärnbark vilket ger dem högre intelligens än andra fågelarter. Det finns därmed många observationer av avancerade problemlösningar hos denna art. 

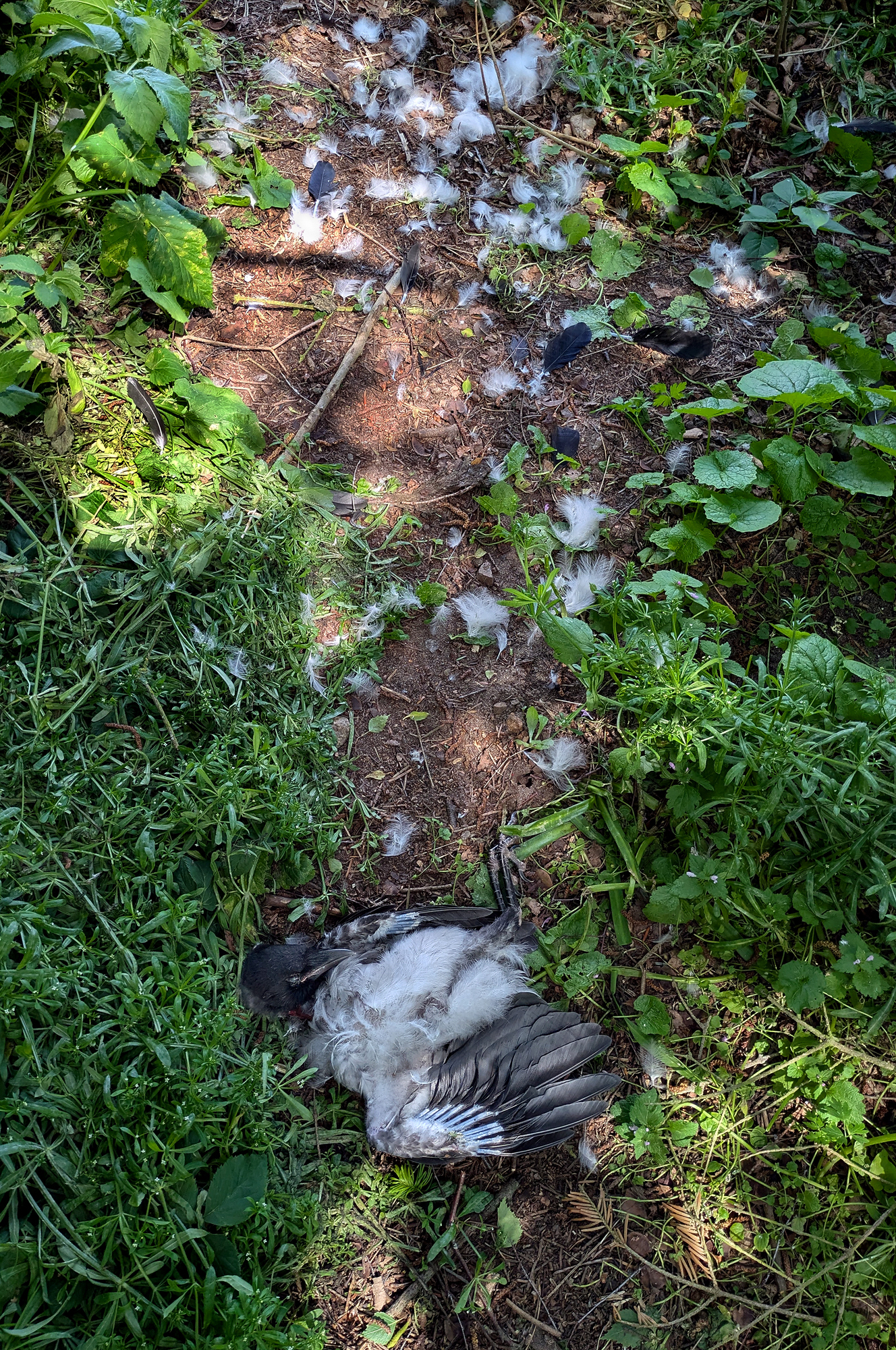
En typisk syn när en rovfågel slagit till, på bilden en ungfågel av gråkråka slagen av duvhök.

Gråkråkan beskrivs ofta som social och läraktig. Den håller gärna till i skogsdungar, men även i parker och trädgårdar i närheten av människor. Den har skarp syn, hörsel och luktsinne. Under förmiddagarna söker kråkan energiskt sin föda och letar igenom alla ställen där det kan finnas något lämpligt att äta. 
Mitt på dagen vilar den sig, men under eftermiddagen är den åter ute på spaning. Framåt kvällen samlas traktens kråkor och tillbringar natten i någon lund eller skog. Gråkråkan är mycket vaksam, särskilt om den är utsatt för förföljelse. Rovfåglar undgår sällan kråkornas uppmärksamhet och de är kända för att mobba rovfåglar genom att förfölja dem under höga skrik. När en gråkråka av denna anledning eller vid någon fara ger ifrån sig sitt läte samlas alla kråkor som finns inom hörhåll.

### Häckning

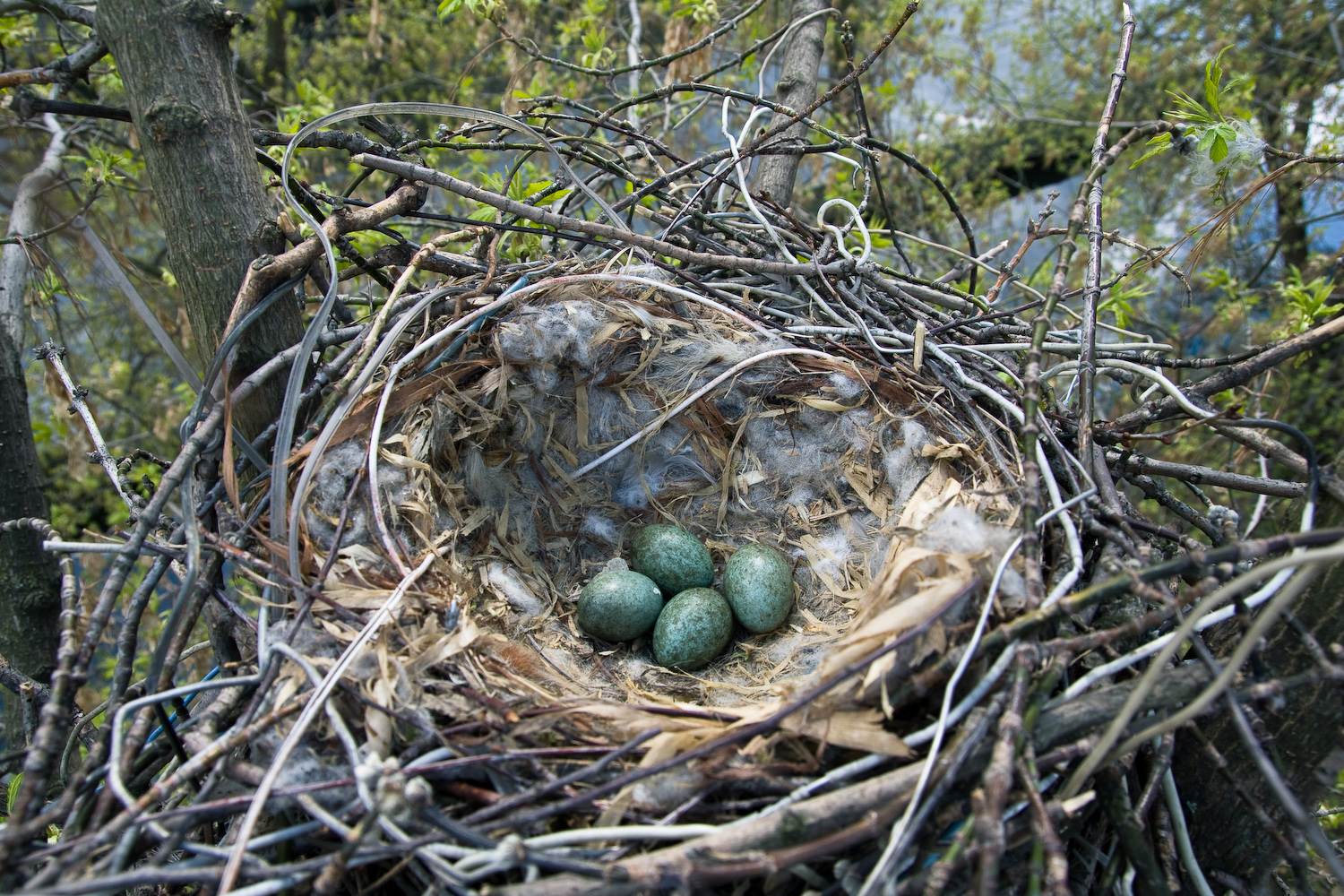
Kråkbo med ägg.

Under häckningsperioden lever gråkråkorna parvis, vid andra tider av året ofta i flock. Den bygger sitt bo i höga träd, i Sverige i slutet av mars eller i början av april. Gamla bon repareras ofta och används på nytt. Underlaget består av torra kvistar. Ovanpå dessa läggs gräs, bastremsor, rötter med mera, därefter ett lager lera och innerst ull, hår, borst och andra mjuka fibrer. Äggen är tre till sex till antalet. De är gröngrå, fläckade med leverbrunt och askgrått. Honan ruvar ensam, men efter kläckningen vårdar båda föräldrarna ungarna. Ungarna matas även en tid efter att de lämnat boet, och äter då ofta direkt ur gapet på föräldrarna.

### Föda
Gråkråkan är allätare och har en mycket varierad kost. Den äter till exempel döda djurkroppar, sniglar, insekter, frukt, köksväxter, groende eller mogen säd, småfåglar, smärre däggdjur, fisk och fågelägg.

## Kråkan och människan

### Status och hot
Gråkråkan är en mycket allmän och spridd fågel. IUCN kategoriserar arten kråka som livskraftig och uppskattar att det häckar mellan nio och 16 miljoner par, vilket skulle innebära att världspopulationen mycket preliminärt skulle uppgå till mellan 60 och 110 miljoner adulta individer. Utvecklingstrenden för populationen i Europa var positiv under perioden 1980–2013.

#### Status i Sverige
I Sverige har populationen av gråkråka tidigare betraktats som livskraftig. Sentida studier visar dock att den minskat rätt kraftigt med i genomsnitt 24 procent under de senaste tre generationerna (18 år). På grund av detta togs den därför 2020 för första gången upp på Artdatabankens rödlista, som nära hotad (NT).

### I kulturen
Gråkråkan och kråkfåglar har länge samspelat med människan. Den specifika egenskapen att de har veckad hjärnbark, ger dem en överlägsen förmåga att analysera, memorera och lösa problem jämfört med de flesta andra fåglar.
Gråkråkan i kulturen förekommer i en rad ordspråk och myter. Ett svenskt exempel är: "Det smakar ändå fågel sa gumman och koka soppa på den stör där kråkan suttit", och ett latinskt ordspråk: "Cornix cornici nunquam oculus effodit" (sv. "Den ena kråkan hackar inte ut ögonen på den andra").
Att slösa med sina resurser i onödan kan beskrivas som att "elda för kråkorna" (bokstavligen elda i brasan, men bara så kråkorna uppe vid skorstenen får nytta av värmen). Man kan "skriva som en kråka" så att skriften ser ut som "kråkfötter", (jämför verktyget kråkfot), "sätta en kråka i kanten" vilket betyder att notera, som vid rättning, och "sätta sin kråka" på angivet ställe vilket innebär att man signerar en handling. "Kråka" förekommer också i olika lekar och ramsor som "hoppa kråka", vilket innebär att hoppa jämfota i nedhukad ställning, eller i barnvisan "Prästens lilla kråka".
Precis som korpen siar kråkan om dödsfall och andra olyckor. I det forntida Norden fanns det – åtminstone på Island – specialister som utvann spådomar ur kråkornas beteende. Dessa kallades krákukarlar.

#### Är skråkan en skröna?
Runtom i landet har det ibland observerats egendomliga gråkråkor med vita vingpennor som för tankarna till en skata. Framdelen är en gråkråka men bakre delen en skata. Många tror att detta är en hybrid mellan gråkråkan och skatan, en så kallad "skråka". Riksmuseets ornitologer tror dock att det kan vara fråga om en störning i pigmenteringen i kråkan som ger den ett utseende av att vara en skata-kråka-hybrid.

## Galleri

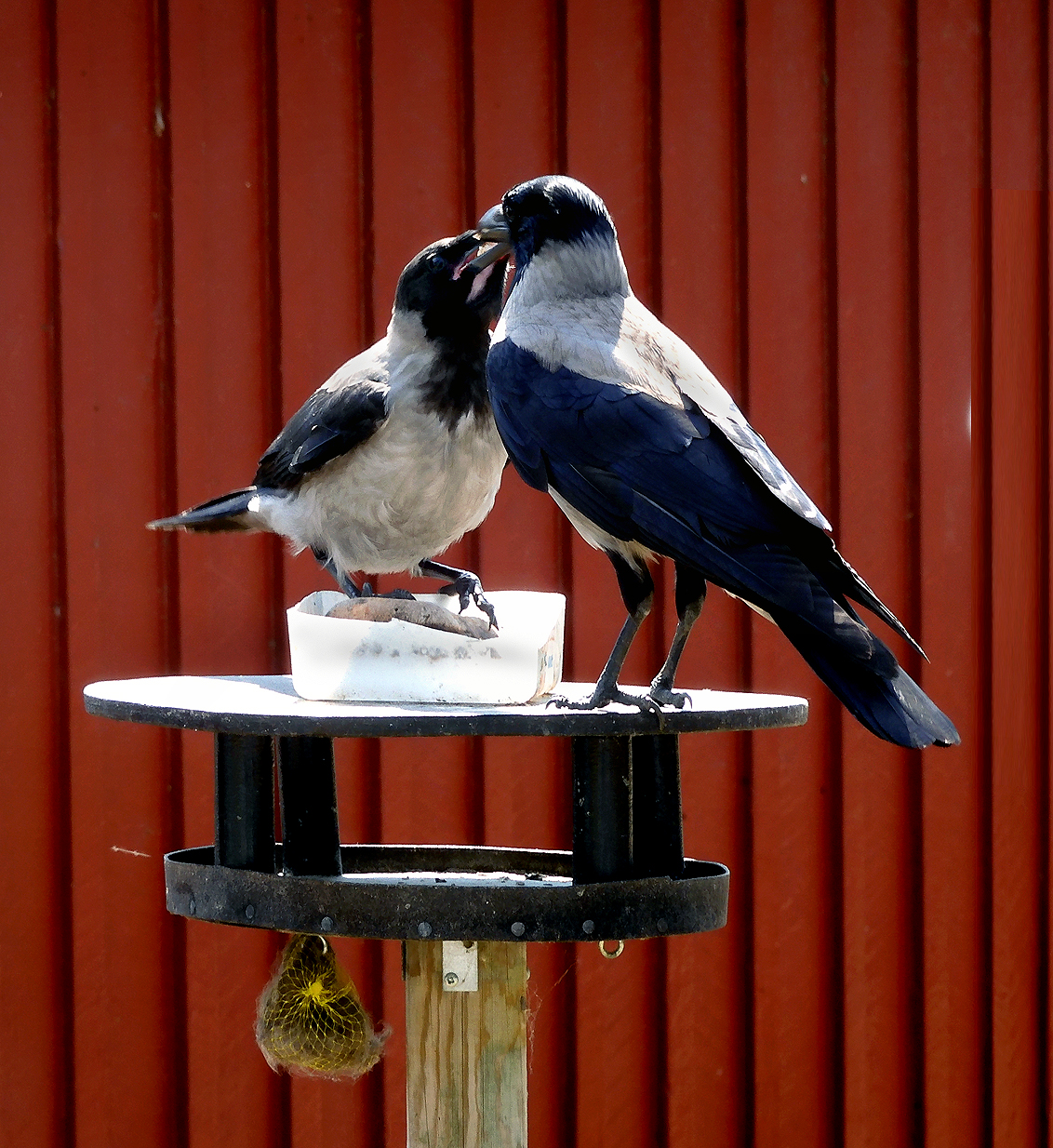
En adult (th) matar sin unge.
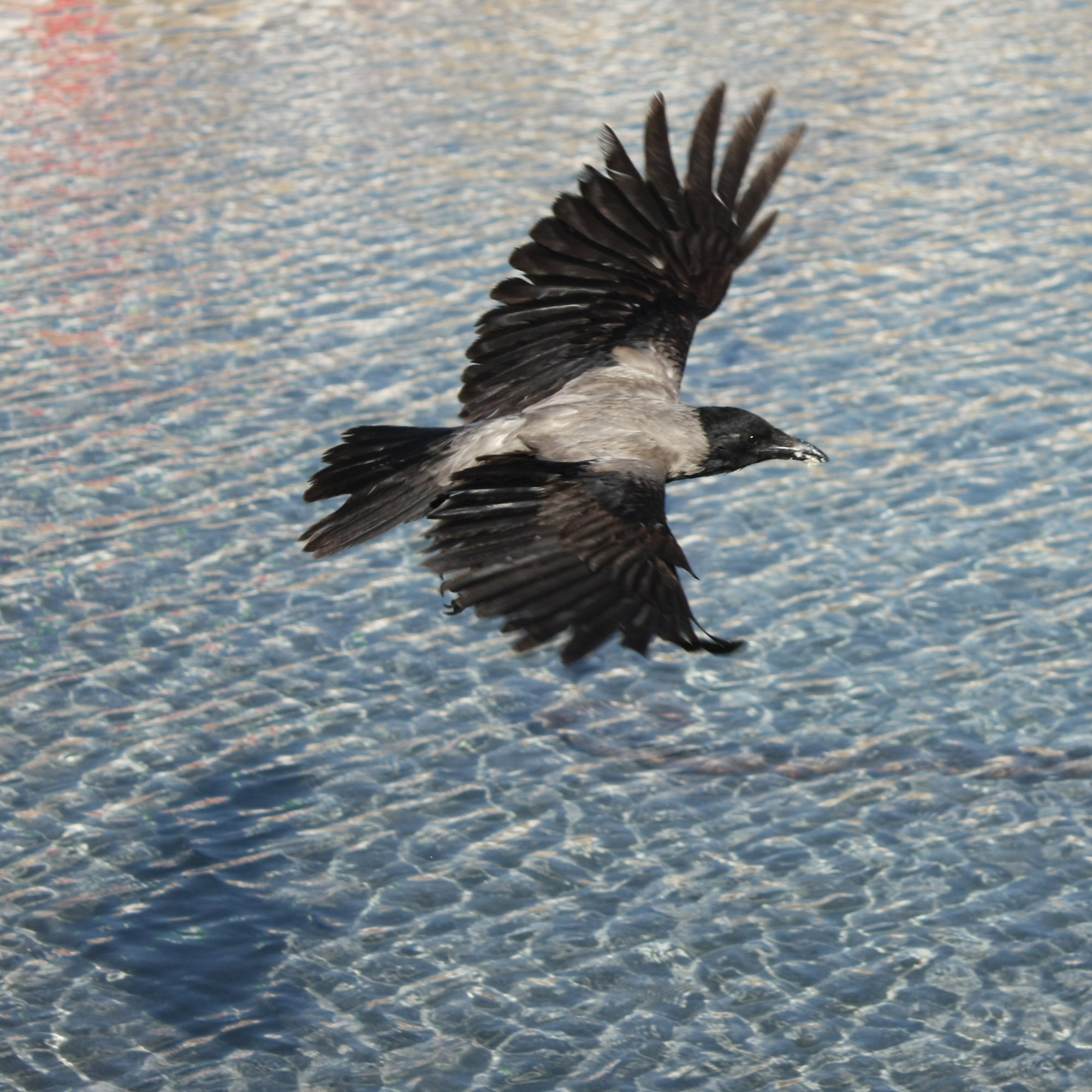
En grågråka i flykten.
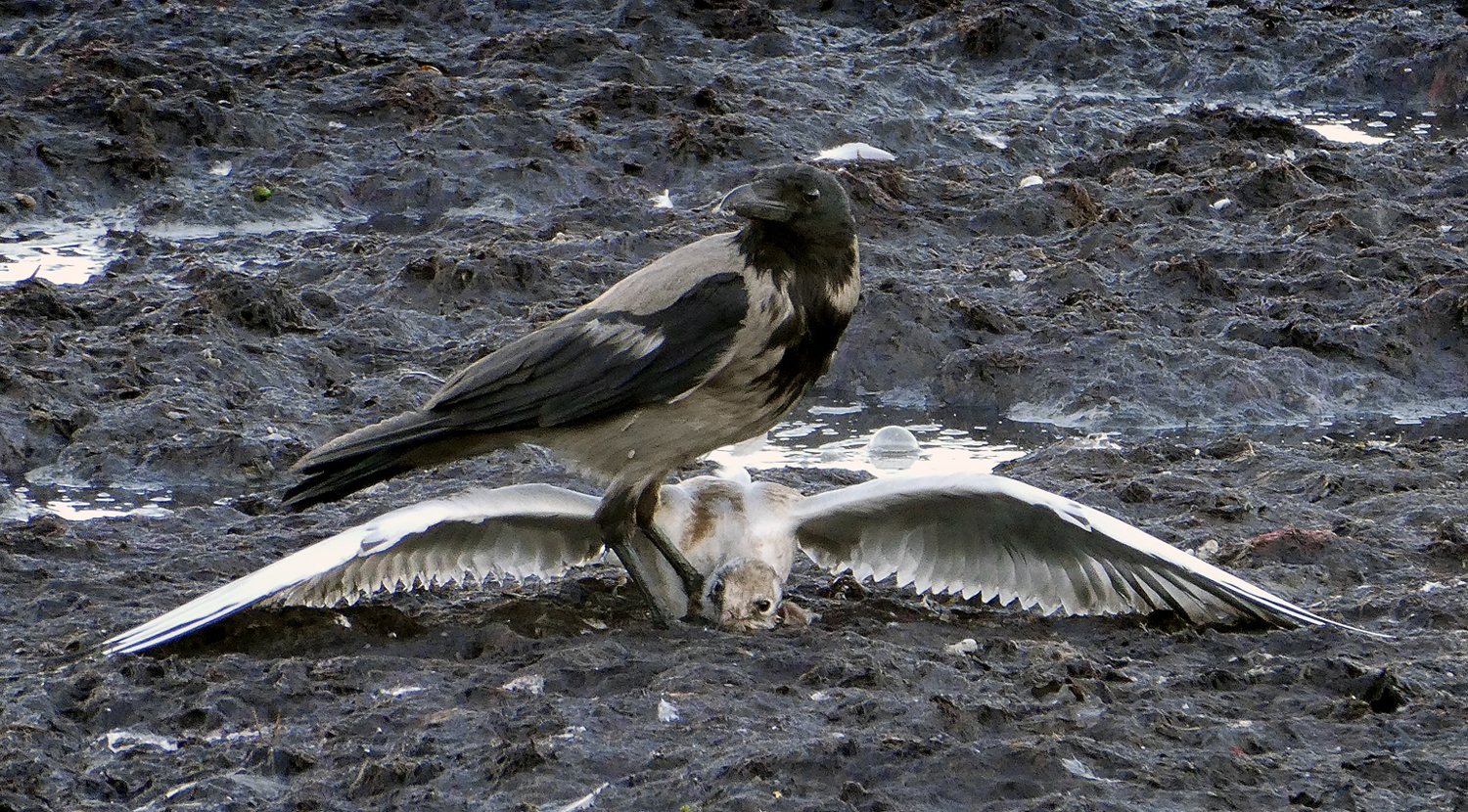
En gråkråka som slagit en ung skrattmås.